# 世界貿易中心車站 (PATH)
世界貿易中心車站（英語：World Trade Center station）是位於美國紐約曼哈頓下城的環形迴車式捷運車站，屬於世界貿易中心建築群的一部分，為紐新港務局過哈德遜河捷運（PATH）的東端總站，也是PATH系統的紐華克賓州車站–世貿中心、霍伯肯–世貿中心等2個交路的端點站。
它最初以哈德遜終點站為名於1909年7月19日開始營運，後來隨著世界貿易中心的興建而在1971年轉用新站、同時改為現名。該車站在九一一襲擊事件時遭到毀壞，直到2003年啟用臨時站才恢復營運。2016年3月3日以世界貿易中心交通樞紐（World Trade Center Transportation Hub）為名啟用。新車站由西班牙建築師聖地牙哥·卡拉特拉瓦設計，設計概念稱為「眼窗」（Oculus），是從一位孩童手中釋放鴿子而來，白色建物外觀矗立在金融區世貿中心1號大樓等摩天大樓之間，突出的造型獲CNN評為2016年9大新地標之一。

## 车站结构
| G                 | 地面                                                     | 出入口往維西街、西百老匯/格林尼治街              |  |
| G                 | 地面                                                     | 出入口往九一一國家紀念博物館                     |  |
| G                 | 地面                                                     | 电梯和升降机往夹层（商店、ATM）                  |  |
| G                 | 地面                                                     | 往世貿科特蘭地鐵站（ 線）                        |  |
| B1 上层大堂       | 北夹层                                                   | 售票机、單向閘機、大堂、往东西夹层的斜坡和樓梯   |  |
| B1 上层大堂       | 西夹层                                                   | 往4、5號軌道的楼梯、升降机和扶手電梯             |  |
| B1 上层大堂       | 西夹层                                                   | 西大堂往布魯克菲爾德廣場                         |  |
| B1 上层大堂       | 东夹层                                                   | 往1、2、3號軌道的楼梯、升降机和扶手電梯          |  |
| B1 上层大堂       | 世貿科特蘭站月台                                         | 轉乘纽约地铁 線線列車                            |  |
| B2 下层大堂       | 通道                                                     | 轉乘纽约地铁（ 線，世界貿易中心和 線，福爾頓街） |  |
| B3                | 夹层                                                     | 月台间轉乘                                       |  |
| B4 月台           |                                                          |                                                  |  |
| 1號軌道           | 霍博肯－世界貿易中心線（僅繁忙時段）往霍博肯（交易廣場） |                                                  |  |
| 島式月台（A月台） |                                                          |                                                  |  |
| 2號軌道           | 霍博肯－世界貿易中心線往霍博肯（交易廣場）               |                                                  |  |
| 島式月台（B月台） |                                                          |                                                  |  |
| 3號軌道           | 霍博肯－世界貿易中心線 往霍博肯（交易廣場）              |                                                  |  |
| 4號軌道           | 紐瓦克－世界貿易中心線 往紐瓦克（交易廣場）              |                                                  |  |
| 島式月台（C月台） |                                                          |                                                  |  |
| 5號軌道           | 紐瓦克－世界貿易中心線 往紐瓦克（交易廣場）              |                                                  |  |
| 側式月台（D月台） |                                                          |                                                  |  |

车站月台位于地下四樓，目前有5条軌道，3座岛式月台和1座侧式月台。
新开放的A月台作为交通枢纽的一部分于2014年2月25日啟用，紧邻1號和2號軌道。B月台于2015年5月7日开放，紧邻2號和3號軌道。剩下的月台于2016年9月8日开放。
|  |  |  |  |  |  |  |

|  |  |  |  |  |  |  |

|  |  |  |  |  |  |  |

|  |  |  |  |  |  |  |

|  |  |  |  |  |  |  |

|  |  |  |  |  |  |  |  |

|  |  |  |  |  |  |  |  |  |  |

|  |  |  |  |  |  |  |

|  |  |  |  |  |  |  |

|  |  |  |  |  |  |  |  |  |

|  |  |  |  |  |  |  |

|  |  |  |  |  |  |  |  |  |

|  |  |  |  |  |  |  |  |  |

|  |  |  |  |  |  |  |

|  |  |  |  |  |  |  |

|  |  |  |  |  |  |  |

|  |  |  |  |  |  |  |

|  |  |  |  |  |  |  |

|  |  |  |  |  |  |  |  |

|  |  |  |  |  |  |  |  |  |  |

|  |  |  |  |  |  |  |

|  |  |  |  |  |  |  |

|  |  |  |  |  |  |  |  |  |

|  |  |  |  |  |  |  |

|  |  |  |  |  |  |  |  |  |

|  |  |  |  |  |  |  |  |  |

车站在2003年11月临时开放后设有一个临时入口。随着世贸中心原址的不断重建，车站的大小和入口一直不断调整。現時的车站入口位于維西街、面对格林尼治街、临近世界貿易中心七號大樓。临时入口位于维西街南侧，是一个單层建筑，设有通往下层夾層和哈德遜新購物中心的自动扶梯。称为“西大堂”的常設行人通道于2013年10月27日开放，通往布魯克菲爾德廣場。2016年8月26日啟用世界貿易中心威斯特菲爾德入口。

## 哈德遜总站

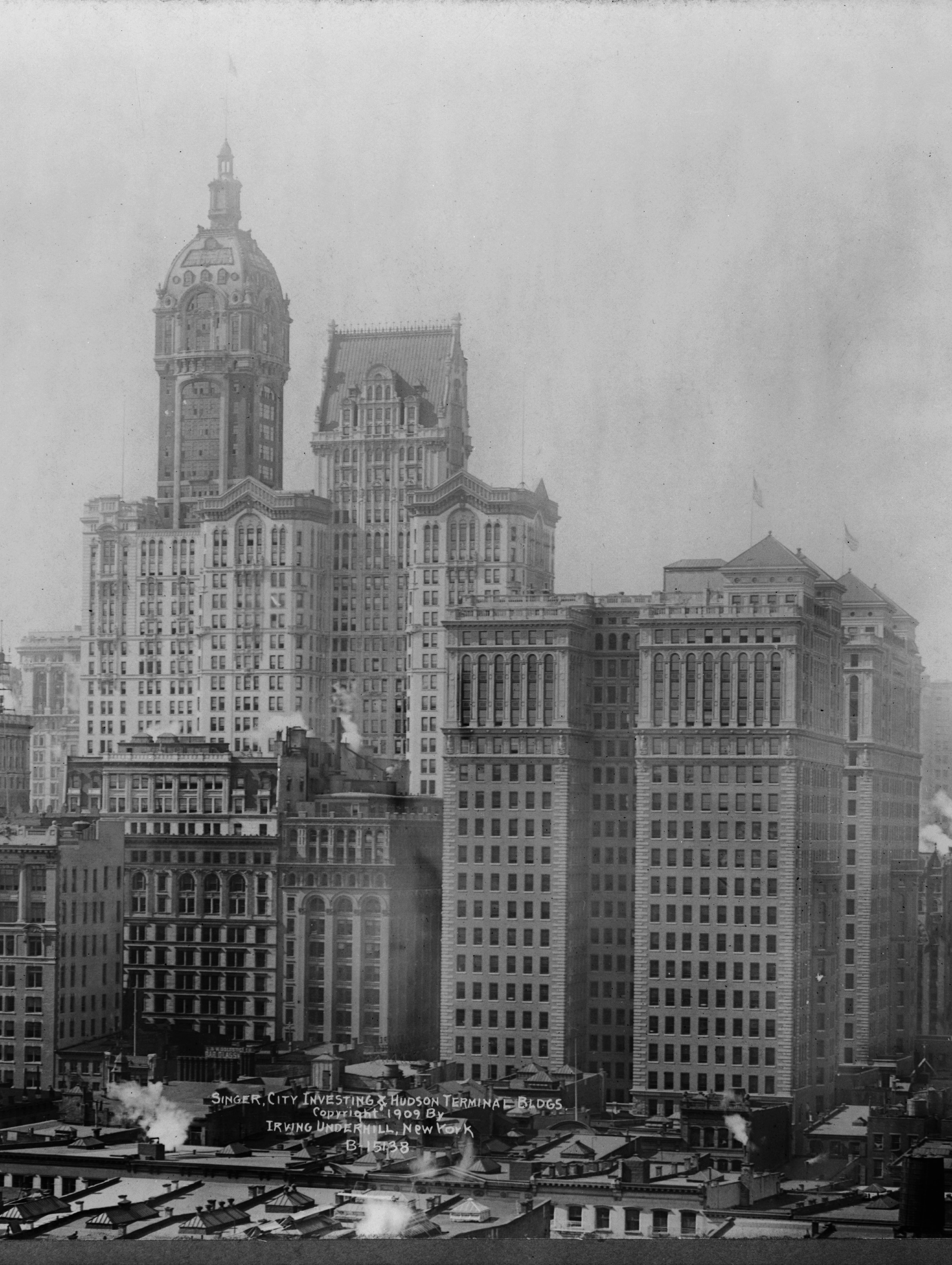
哈德遜总站（右侧）和勝家大樓（左侧）

哈德逊总站由原哈德孙和曼哈顿铁路于十九二十世纪之交建于格林尼治街、科特蘭街、教堂街和富尔顿街之间。车站上方包括两座22层的办公大楼。
总站在当时被视为建筑和工程奇迹，它通过对匝道的特殊设计使得进出车站的行人流非常顺畅。车站股道位于供加快列车折返的灯泡线上，而该灯泡线在站内发展出与现今车站布局极为相似的5条侧线和3座站台，包括2座岛式站台和1座侧式站台:59–60。车站于1914年的年旅客到发量为30,535,500人次，而1922年这个数字是近乎翻倍的59,221,354人次。
然而原哈德孙和曼哈顿铁路的客流在跨越哈德遜河的汽车桥隧建成后便开始不断减少，由1.13亿人次减少至1958年的2600万:56。新泽西州此时开始有意向将铁路转由纽新港务局运营，但港务局认为其长期不大可能为公司带来利润，便无兴趣接手。
1950年代后期，纽新港务局计划在曼哈顿下城的东河旁修建世界贸易中心。作为一个跨州联营的机构，纽新港务局的计划需要得到纽约州和新泽西州两个州的批准方可执行，这使得港务局在1961年末和新泽西州州长罗伯特·B·梅奈尔关于新建世贸中心计划的谈判陷入僵持。1961年12月，港务局的执行董事Austin J. Tobin与新当选的新泽西州州长理查·约瑟夫·休斯会面后，决定将世贸中心的选址由下城的东侧转为西部哈德孙总站的位置。
在收购了哈德孙和曼哈顿铁路的同时，纽新港务局同时收购了被是为过时的原哈德孙总站及其周围建筑，同时同意将世界贸易中心的选址改为靠近新泽西州的一侧以换取新泽西州对新建双子塔的支持。1962年1月，纽约、新泽西两州正式达成协议，同意纽新港务局在接受铁路后在曼哈顿下城西侧新建世界贸易中心。

## 旧捷运站

### 原车站
世界贸易中心于1966年在一片填海地上奠基，其地表下方65（213英尺）为基岩。在施工工程中使用了全新的地下连续墙施工技巧以防止哈德孙河的水渗入工地。在基地的开挖和世贸中心工程中，原下城哈德孙隧道继续在抬高的隧道中维持运营。原哈德孙总站于1971年新纽新捷运线路完工后关闭。新站的造价为当时的3500万美元。车站启用后，每日的客流为85,000人次。
新的纽新捷运车站于1971年7月6日于异地开放。灯泡线上更大的站台使其能够容纳10节编组的列车，远高于原先仅能容纳6编组列车的舊站。当世贸中心工程接近尾声时，车站修建了连接车站和教堂街的便道。车站开放后，站台和站厅間设有9部高速电梯连接。新的世界贸易中心纽新捷运车站有霍博肯－世界贸易中心线和纽瓦克－世界贸易中心线经过，而车站和世界贸易中心之间则通过地下行人通道和一座商场连接。车站同时还有连接纽约地铁A，C，與E 線世界贸易中心车站和N，R，與W 線科特蘭街車站的地下通道。到了2001年，车站日均進出旅客25,000人次。
车站虽然在1993年世界貿易中心爆炸案中因天花板脱落砸伤数十人，但车站本身并未受到严重损毁。纽新港务局在爆炸案发生一周内恢复了车站的纽新捷运服务。
2001年9月11日，纽新港务局在恐攻期間第一架飞机——美國航空11號班機撞上世贸大厦北塔后关闭了车站。在8：46分飛機撞擊北塔時，有3列纽新捷运列车正在进入车站，其中1列来自纽瓦克，另外两列来自霍博肯。第一列来自霍博肯的列车进站后未作停留及旅客乘降便立刻折返。第二列来自霍博肯的列车于8：53分停靠3號軌，被勒令靠站接驳雇员。但这列火车从未离开世界贸易中心大楼，2001年晚些时候在漫长的救援过程中尋獲。来自纽瓦克的列車于8：55分进站，在接驳乘客后离开。另外有一列空车于9：10分停靠车站，在接载纽新捷运员工和一些流浪汉后驶离，之后车站宣布关闭，隨後在世貿中心倒塌期間被摧毀。

### 临时车站
随着车站在九一一事件中被毁，纽新捷运往曼哈顿的列车服务暂停了约2年时间。下一站交易广场站也因不设有折返条件而被迫关闭。与此同时，连接新泽西和曼哈顿上城的纽瓦克-33街线、霍博肯－33街线和一条州内的霍博肯-杂志广场线的线路投入运营。
对交易广场站的清理势在必行。此外，下城哈德孙隧道已浸於水中，路轨设施被彻底摧毁。同时还需要对对交易广场站的道岔改造已适应其临时始发站的功能。交易广场站在经历改造后于2003年6月重开，而通往曼哈顿下城的服务于2003年11月23日恢复。
临时车站由港务局首席建筑师戴維森（Robert I. Davidson）设计并花费3230万美元建造。车站在教堂街的入口顶棚设有一个由意大利斯皮林贝戈弗留利马赛克学校的Giulio Candussio制作、长118英尺、宽12英尺的马赛克壁画“七彩闪电”。车站同时由刻有证明纽约市的伟大和复原力语句的不透明的面板墙壁装饰。这些墙板同时还起到了遮蔽世贸中心废墟的作用。
在九一一袭击时，车站的地板和位于东北角的标牌在世贸大楼倒塌后仅有轻微损毁，因此挪用到临时车站中，同时也被保留至新站连接地铁2與3 A，C，與E 線的的行人通道中。在车站恢复运营后，迅速回到纽新捷运中最繁忙的车站行列。
该站还设有2005年开放的Storycorps展台。这个项目可以通过安排口述历史记录，使参观者了解九一一袭击的过程。 展位于2007年春季在新世贸中心工地开工建设后关闭。
2007年6月在位于南侧数英尺富有“帐篷”结构雨棚的新出口建成后，原临时车站的出口被关闭并拆除以作为重建的工地使用。“帐篷”结构的雨棚以“追求品质（英語：Aspiring Quality）”为意向，由Voorsanger Architects设计，造价达2.75万美元。该出口于2008年4月关闭并易址。2008年4月1日，第三个临时出入口开放。该出口由卡拉特拉瓦设计，位于維西街，靠近世界貿易中心七號大樓。第三个临时出口一直使用到新站建成 。

## 世界貿易中心交通樞紐

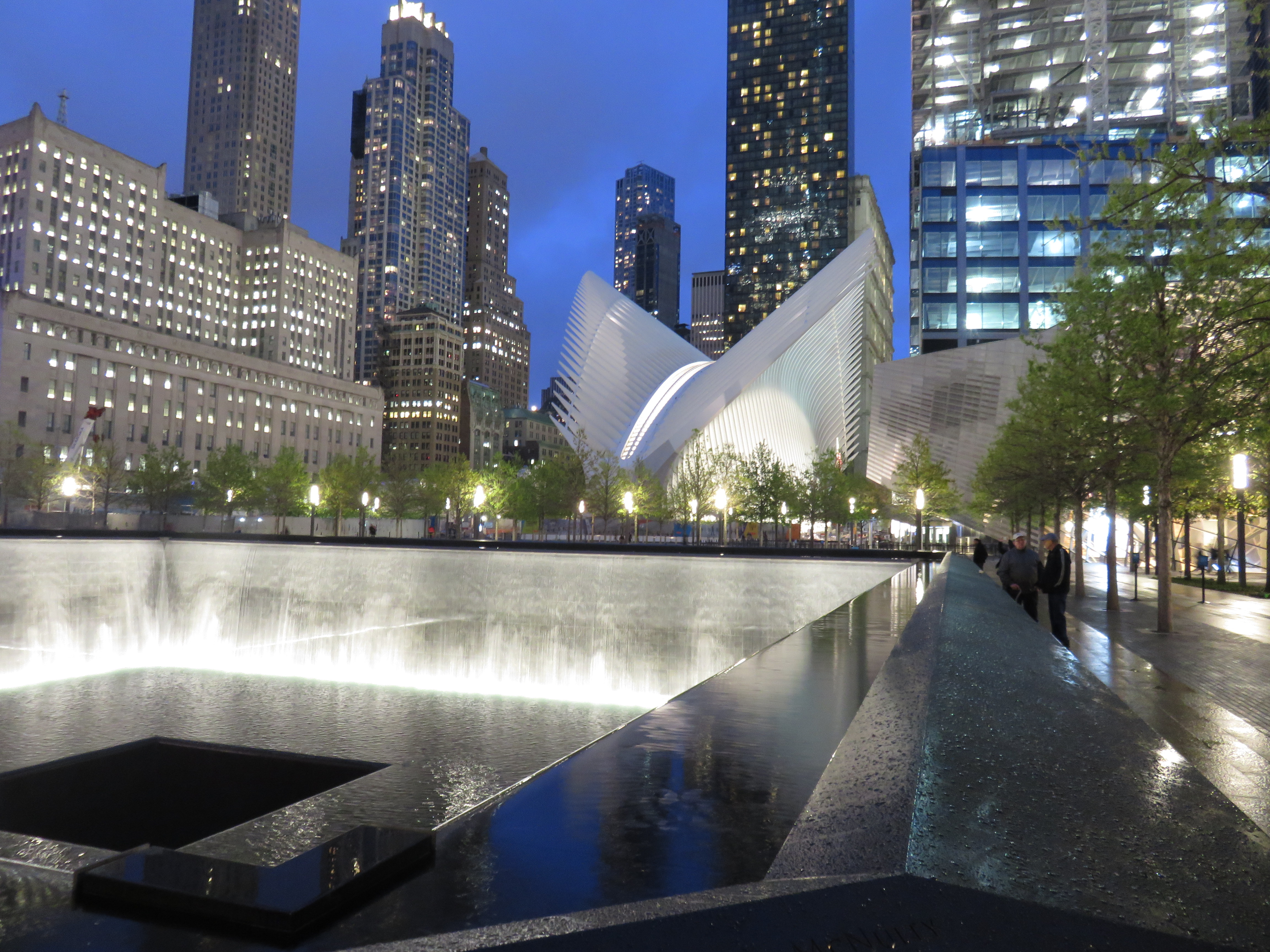
2016年5月完工的车站

新车站的初步规划图

世界貿易中心交通樞紐是该车站的正式名称，纽新港务局于2016年3月3日启用时将其重命名。新车站由西班牙建筑师聖地牙哥·卡拉特拉瓦设计，位于九一一國家紀念博物館下方，与地面的站房连接。“眼窗（Oclulus）”作为世贸大厦综合体的公共区域，位于世界貿易中心二號大樓和世界貿易中心三號大樓之间。
此外，车站与纽约地铁系统的车站连接，并通过从福爾頓轉運中心到砲台公園城市渡輪碼頭的一系列地下行人通道与曼哈顿下城的不同交通设施连接。为弥补新世贸中心没有商业空间的遗憾，车站的很大部分为占地365,000平方英尺（33,900平方）的西田世界貿易中心。

### 背景
在2003年由丹尼爾·里伯斯金领衔制作的世贸大厦重建计划中并没有大型转运站的建设计划，仅有一个原地下车站沿线的小站的重建计划。里伯斯金设计要求Oculus空间保持开放，形成一个“光楔”，以便在秋季时车站周围的太阳光线每年九月份击中世界贸易中心。。2004年，纽新港务局修改了里伯斯金的重建方案，计划在下城修建与宾州车站和大中央车站相媲美的大型转运站。贴合里伯斯金的想法，即在每年9月11日能够开启的车站天窗，Oculus的设计被要求能够在九月秋分时的太阳能最大地直射入车站。

### 造价及延期
造價40億美元

## 图集

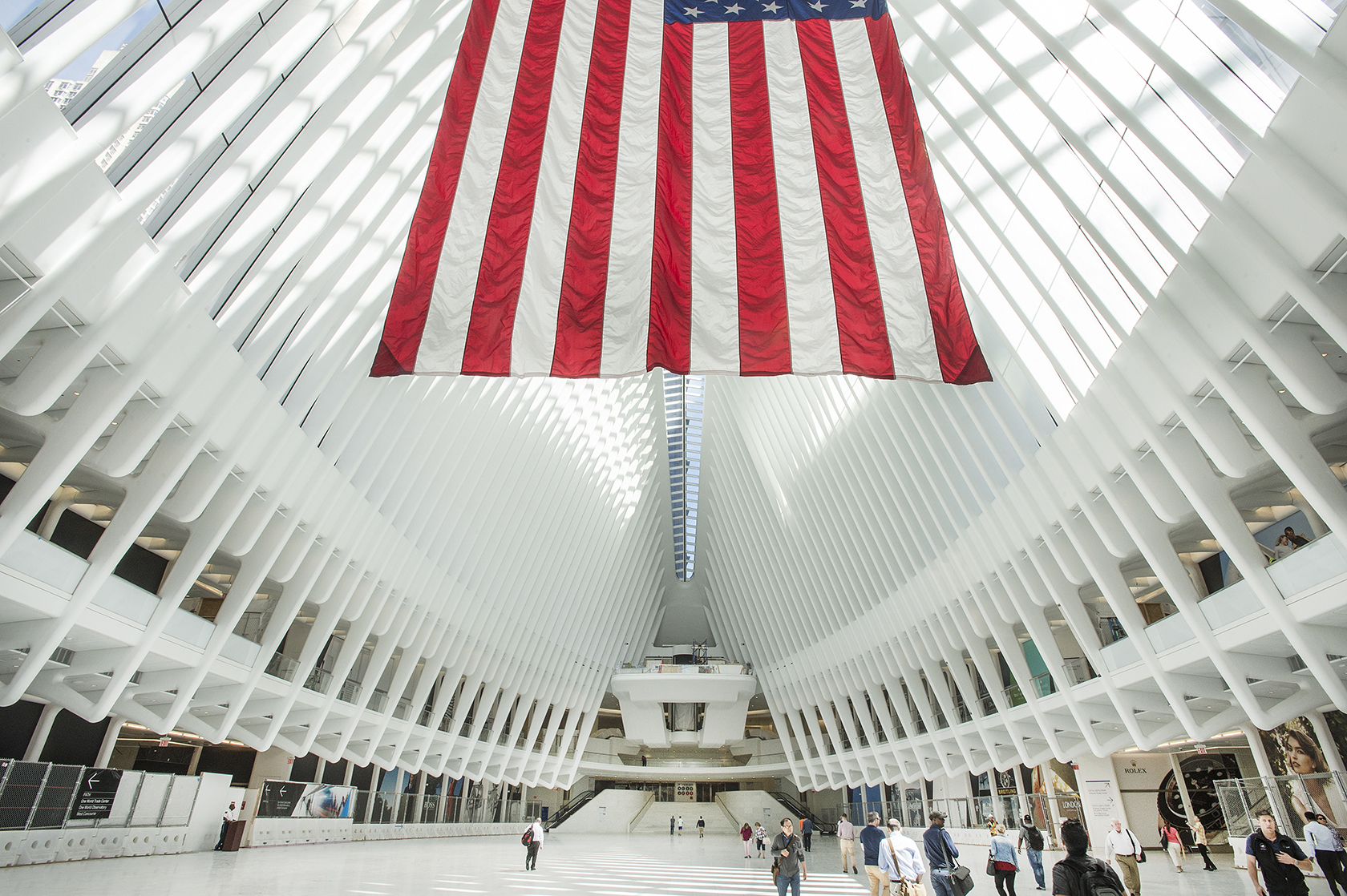
「眼窗」(Oculus) 内部的站厅层大堂
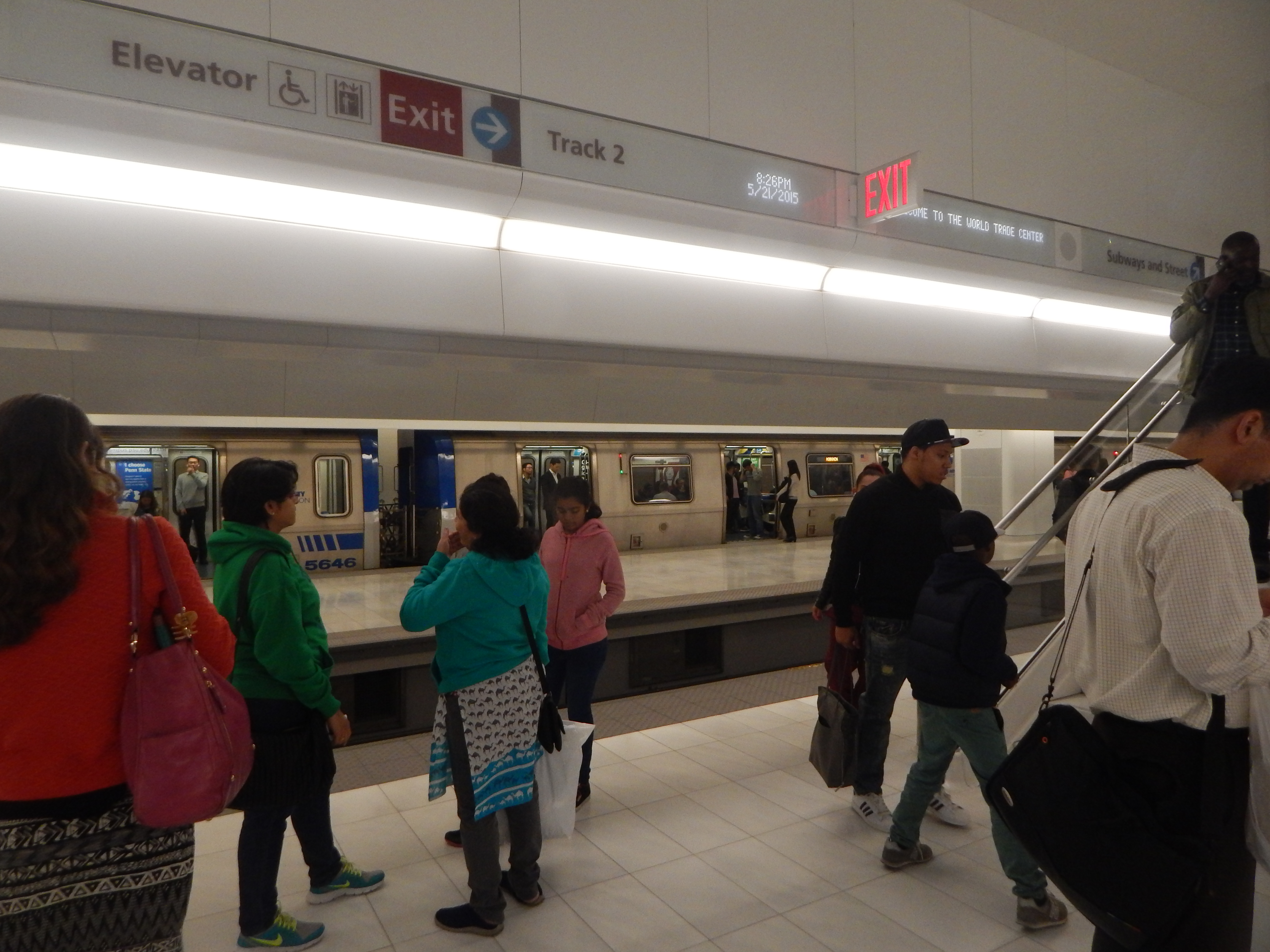
站台层
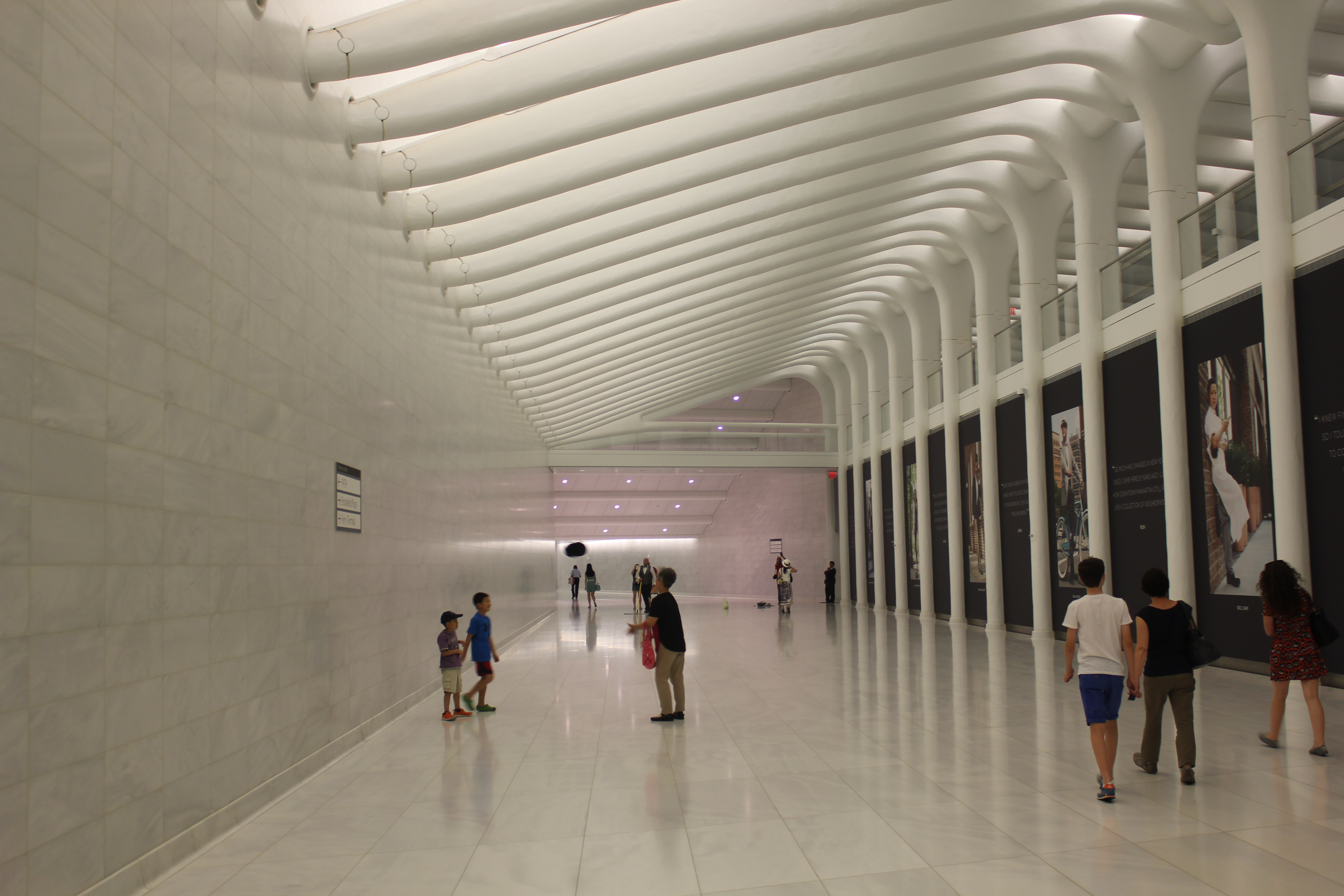
西侧大堂
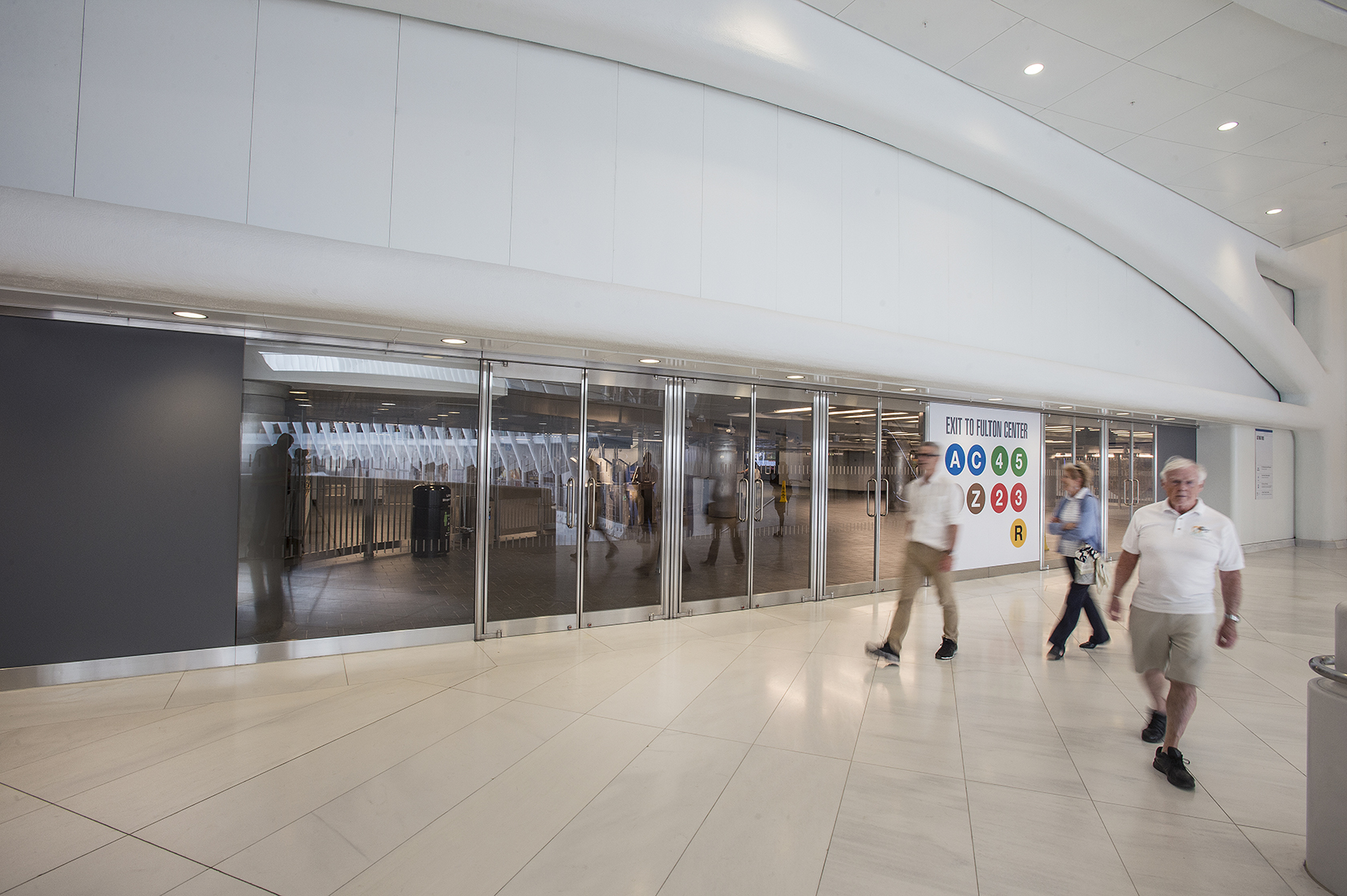
通往科特蘭街車站 (BMT百老匯線)的换乘通道

## 外部鏈結
- PATH – World Trade Center （页面存档备份，存于）
- nycsubway.org—World Trade Center: Port Authority Trans-Hudson